# Joaquín Fernández de Madrid y Canal
Joaquín Fernández de Madrid y Canal (Ciudad de México, 8 de julio de 1801-Roma, Italia, 25 de diciembre de 1861). Fue un sacerdote y obispo mexicano muy popular y querido por la gente. 
En 1824, con tan solo 23 años, fue ordenado sacerdote de la Catedral de Puebla. Una década después fue consagrado en Roma, a los 33 años de edad, como obispo de Tangara, en Roma, Italia. 
A su regreso, en 1860, fue desterrado por Benito Juárez, por lo que volvió a Italia y vivió allí hasta su muerte acaecida un año después. Sus restos fueron repatriados y sepultados en el Panteón de San Fernando, pero años después fueron trasladados al altar mayor de la Catedral de Puebla donde hasta el día de hoy yacen.